# Jütländischer Höhenrücken

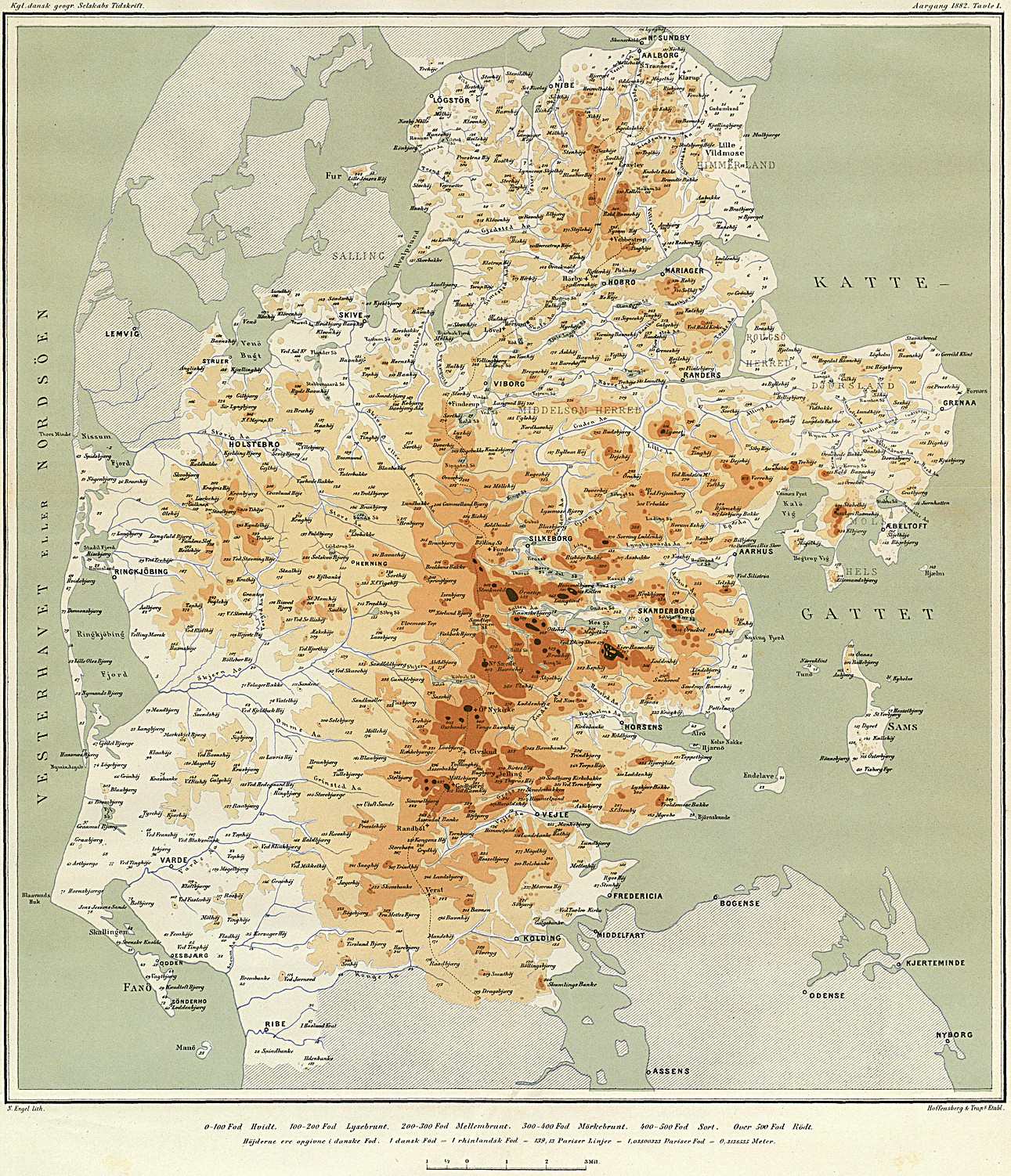
Geologische Karte Dänemarks aus dem Jahre 1882

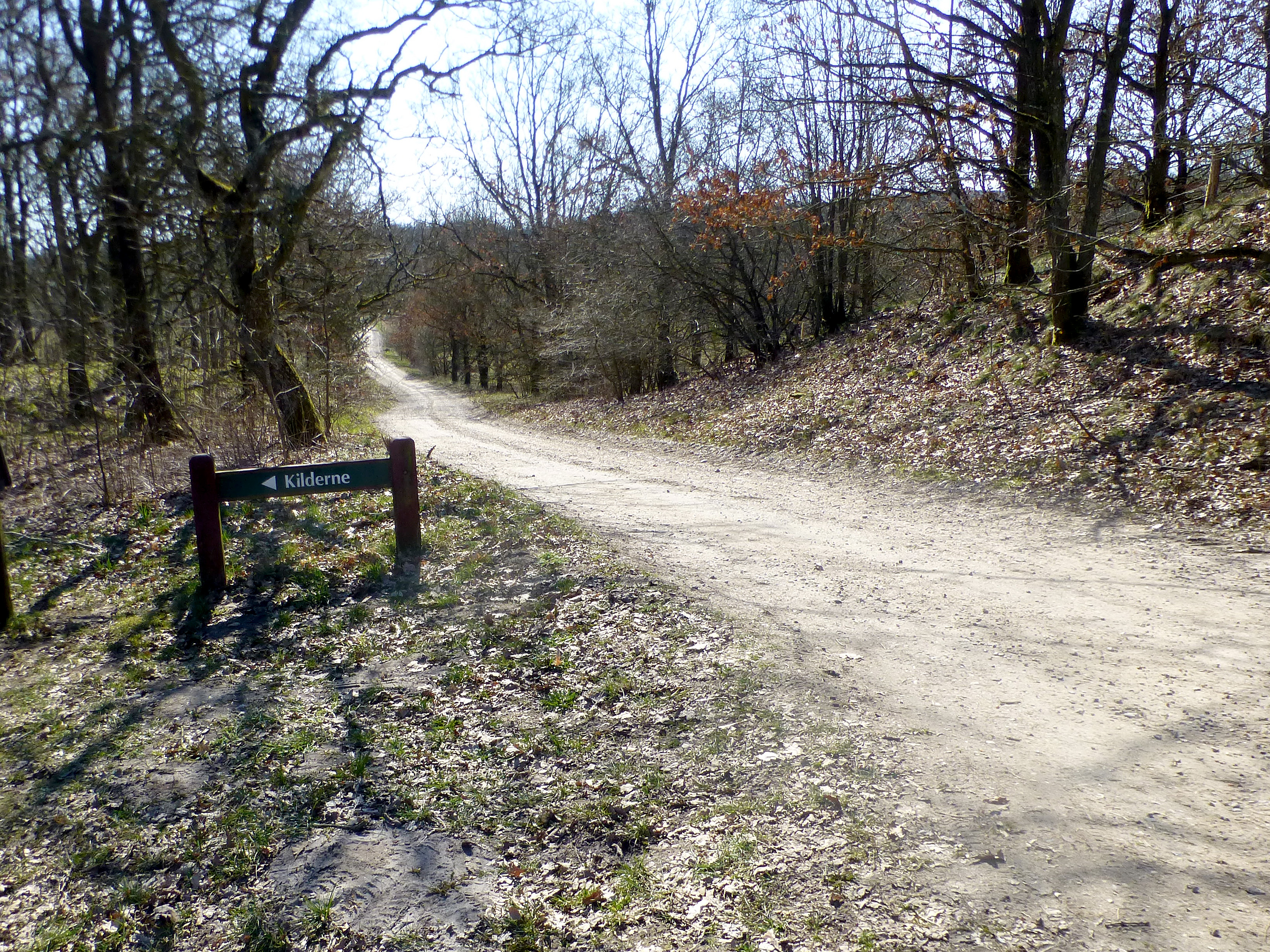
Heerweg mit der Wasserscheide bei den Quellen von Skjern Å und Gudenå

Der jütländische Höhenrücken (dänisch jyske højderyg) auf der dänischen Halbinsel Jütland ist die Wasserscheide zwischen Ostsee und Kattegat im Osten und der Nordsee im Westen. Die Fließgewässer laufen entweder in östlicher oder westlicher Richtung zum Meer.
Der Höhenzug und die Wasserscheide hatten für den Verkehr zwischen den Meeren über Land und für den Bau von Siedlungen große Bedeutung.
Entlang der Wasserscheide verläuft in Nord-Süd-Richtung der Heerweg (dänisch Hærvejen), der auf seiner Route vermeidet, Fjorde und Bäche zu überqueren.
Aus dem gleichen Grund liegen die ostjütischen Orte an Fjorden. So sind sie mit dem Meer verbunden und in West-Ost-Richtung gleichzeitig nahe an den höchsten Punkten an der Wasserscheide. In Vendsyssel bildet der Höhenzug Jyske Ås mit Erhebungen von über 100 Metern einen Teil des Bergrückens.